# Chasseurs de démons (téléfilm, 2001)
Pour plus de détails, voir Fiche technique et Distribution.
Chasseurs de démons (Soulkeeper) est un téléfilm fantastique américain réalisé et écrit par Darin James Ferriola et diffusé le 13 octobre 2001 sur Sci Fi Channel.
En France, le téléfilm est sorti en DVD le 6 février 2003 sous le titre Soulkeeper.

## Synopsis
Terrence Christian et Corey Mahoney sont deux voleurs qui ont été engagés pour retrouver la Pierre de Lazare, une ancienne relique capable de ramener les âmes maléfiques en enfer...

## Fiche technique
- Tire original : Soulkeeper
- Titre français : Chasseurs de démons
- Réalisateur : Darin James Ferriola
- Scénario : Darin James Ferriola
- Producteurs : Darin James Ferriola et Don Dunn
- Coproducteurs : Jim Agnew et Jeff Ritchie
- Musique : Kevin Saunders Hayes
- Directeur de la photographie : Gerry Lively
- Montage : Randy Bricker
- Distribution : Mindy Johnson et Mark Tillman
- Décors : Deren Abram
- Costumes : Dana Loats
- Effets spéciaux de maquillage : Howard Berger et Robert Kurtzmann
- Effets visuels : Steve Blackmon
- Production : One-Tu-Three Productions Inc.
- Distribution : First Look International
- Durée : 105 minutes
- Langue : anglais
- Pays :  États-Unis

## Distribution
- Rodney Rowland : Corey Mahoney
- Kevin Patrick Walls : Terrence Christian
- Robert Davi : Mallion
- Karen Black : Martha la magnifique
- Brad Dourif : Pascal
- Tommy Lister : Chad